# Calcio alla XXVI Universiade - Torneo maschile
Il torneo maschile di calcio alla XXVI Universiade si sta svolgendo dall'11 al 22 agosto 2011 a Shenzen, Cina.

## Squadre qualificate
| Africa          | America                         | Asia                                            | Europa                                      |
| --------------- | ------------------------------- | ----------------------------------------------- | ------------------------------------------- |
| Ghana Sudafrica | Brasile Canada Colombia Uruguay | Cina Giappone Corea del Sud Malaysia Thailandia | Rep. Ceca Italia Regno Unito Russia Ucraina |

## Risultati

### Fase a gironi

#### Legenda
Nelle tabelle: P.ti = Punti; G = Incontri giocati; V = Vittorie; P = Pareggi; S = Sconfitte; RF = Reti fatte; RS = Reti subite; DR = Differenza reti.

#### Gruppo A
| Arbitro: | Sergii Dankovsky |

|         |           |          |
| Fan 20’ | Marcatori | 5’ Louis |

| Arbitro: | Alexey Eskov |

|                                              |           |                 |
| Byung-Oh 25’ 45’ Myung-Joo 77’ Hyung-Jin 82’ | Marcatori | 64’ Leon Ospina |

| Arbitro: | Eiko Saar |

|             |           |                  |
| Nekundi 82’ | Marcatori | 24’ Cho 73’ Shim |

| Arbitro: | Yudai Yamamoto |

|  |           |                    |
|  | Marcatori | 31’ Lu 68’ 82’ Fan |

| Arbitro: | Alexey Eskov |

|                     |           |                                      |
| Castro Betancur 53’ | Marcatori | 22’ Bantam 39’ 44’ Nekundi 61’ Louis |

| Shenzen 16 agosto 2011, ore 19:30 UTC+8 Incontro 6 | Cina            | 0 – 0 referto | Corea del Sud | New Shenzen Stadium\| Arbitro: \| Andrea De Marco \| |
| Arbitro:                                           | Andrea De Marco |               |               |                                                      |

| Squadra       | P.ti | G | V | P | S | RF | RS | DR |
| ------------- | ---- | - | - | - | - | -- | -- | -- |
| Corea del Sud | 7    | 3 | 2 | 1 | 0 | 6  | 2  | +4 |
| Cina          | 5    | 3 | 1 | 2 | 0 | 4  | 1  | +3 |
| Namibia       | 4    | 3 | 1 | 1 | 1 | 6  | 4  | +2 |
| Colombia      | 0    | 3 | 0 | 0 | 3 | 2  | 11 | -9 |

#### Gruppo B
| Arbitro: | Bobby Madden |

|                         |           |            |
| Gunchenko 53’ Kozak 89’ | Marcatori | 46’ Rueben |

| Arbitro: | Jumpei Iida |

|            |           |                |
| Berger 77’ | Marcatori | 33’ Ignatovich |

| Arbitro: | William Selorm Agbovi |

|          |           |                |
| Umar 88’ | Marcatori | 20’ 69’ Berger |

| Arbitro: | Silviu Ionel Petrescu |

|             |           |  |
| Budanov 38’ | Marcatori |  |

| Arbitro: | Lwandile Mfiki |

|                       |           |  |
| Pravilo 26’ Ryžov 44’ | Marcatori |  |

| Arbitro: | Wand Di |

|            |           |                |
| Leonov 16’ | Marcatori | 48’ 84’ Berger |

| Squadra  | P.ti | G | V | P | S | RF | RS | DR |
| -------- | ---- | - | - | - | - | -- | -- | -- |
| Russia   | 7    | 3 | 2 | 1 | 0 | 4  | 1  | +3 |
| Brasile  | 7    | 3 | 2 | 1 | 0 | 5  | 3  | +2 |
| Ucraina  | 3    | 3 | 1 | 0 | 0 | 3  | 4  | -1 |
| Malaysia | 0    | 3 | 0 | 0 | 0 | 2  | 6  | -4 |

#### Gruppo C
| Arbitro: | Wang Di |

|                  |           |  |
| Iadaresta 7’ 38’ | Marcatori |  |

| Arbitro: | Ng Kai Lam |

|                       |           |                           |
| Frnoch 55’ Smutný 83’ | Marcatori | 9’ 24’ Inciarte 20’ Vidal |

| Shenzen 14 agosto 2011, ore 16:30 UTC+8 Incontro 3 | Thailandia           | 0 – 0 referto | Rep. Ceca | Gymnasium of Shenzhen Institute of Information Technology\| Arbitro: \| Raymond John Crangle \| |
| Arbitro:                                           | Raymond John Crangle |               |           |                                                                                                 |

| Arbitro: | Rainhold Shikongo |

|                                |           |                        |
| Papa 7’ Salvadori 90+2’ (aut.) | Marcatori | 79’ Moxedano 87’ Demma |

| Arbitro: | Mat Karim Mohd Yussof |

|                             |           |                               |
| Finocchietti 2’ Lambach 70’ | Marcatori | 19’ Namwiset 34’ Ramkularbsuk |

| Arbitro: | Tong Kui Sum |

|               |           |  |
| Lorenzini 86’ | Marcatori |  |

| Squadra    | P.ti | G | V | P | S | RF | RS | DR |
| ---------- | ---- | - | - | - | - | -- | -- | -- |
| Italia     | 7    | 3 | 2 | 1 | 0 | 5  | 2  | +3 |
| Uruguay    | 5    | 3 | 1 | 2 | 0 | 7  | 6  | +1 |
| Thailandia | 2    | 3 | 0 | 2 | 1 | 2  | 4  | -2 |
| Rep. Ceca  | 1    | 3 | 0 | 2 | 1 | 2  | 4  | -2 |

#### Gruppo D
| Arbitro: | Andrea De Marco |

|                         |           |                       |
| Musaka 27’ Yamamura 38’ | Marcatori | 45’ Tetteh 90’ Bukari |

| Arbitro: | Sakda Pansuk |

|                         |           |          |
| Warren 21’ Anderson 66’ | Marcatori | 83’ Pena |

| Arbitro: | Zhao Liang |

|  |           |           |
|  | Marcatori | 76’ Moses |

| Arbitro: | Kao Jung-fan |

|                      |           |                                                               |
| Taniguchi 38’ (aut.) | Marcatori | 6’ Shiina 13’ Miyasaka 21’ Senuma 31’ 34’ Tomiyama 48’ Yuzawa |

| Arbitro: | Miroslav Zelinka |

|             |           |           |
| Haworth 40’ | Marcatori | 52’ Abban |

| Arbitro: | Sergeii Dankovskyi |

|             |           |  |
| Akasaki 73’ | Marcatori |  |

| Squadra     | P.ti | G | V | P | S | RF | RS | DR |
| ----------- | ---- | - | - | - | - | -- | -- | -- |
| Giappone    | 7    | 3 | 2 | 1 | 0 | 9  | 3  | +5 |
| Regno Unito | 6    | 3 | 2 | 0 | 1 | 3  | 2  | +1 |
| Ghana       | 2    | 3 | 0 | 2 | 1 | 3  | 4  | -1 |
| Canada      | 1    | 3 | 0 | 1 | 2 | 3  | 9  | -6 |

#### Fase a eliminazione diretta

##### Tabellone
|  | Quarti di finale | Quarti di finale |           |         | Semifinali                | Semifinali                |  |  | Finale    | Finale |
|  |                  |                  |           |         |                           |                           |  |  |           |        |
|  | 18 agosto        |                  |           |         |                           |                           |  |  |           |        |
|  |                  |                  |           |         |                           |                           |  |  |           |        |
|  | Giappone         | 3                |           |         |                           |                           |  |  |           |        |
|  | Giappone         | 3                | 20 agosto |         |                           |                           |  |  |           |        |
|  | Cina             | 2                |           |         |                           |                           |  |  |           |        |
|  | Cina             | 2                | Giappone  | 4       |                           |                           |  |  |           |        |
|  | 18 agosto        |                  | Giappone  | 4       |                           |                           |  |  |           |        |
|  |                  | Russia           | 1         |         |                           |                           |  |  |           |        |
|  | Russia           | Russia           | 1         | 0(5)    |                           |                           |  |  |           |        |
|  | Russia           |                  | 22 agosto | 0(5)    |                           |                           |  |  |           |        |
|  | Uruguay          | 0(4)             |           |         |                           |                           |  |  |           |        |
|  | Uruguay          | 0(4)             | Giappone  | 2       |                           |                           |  |  |           |        |
|  | 18 agosto        |                  | Giappone  | 2       |                           |                           |  |  |           |        |
|  |                  | Regno Unito      | 0         |         |                           |                           |  |  |           |        |
|  | Brasile          | Regno Unito      | 0         | 1       |                           |                           |  |  |           |        |
|  | Brasile          | 20 agosto        |           | 1       |                           |                           |  |  |           |        |
|  | Italia           | 0                |           |         |                           |                           |  |  |           |        |
|  | Italia           | 0                | Brasile   | 0(3)    | Finale per il terzo posto | Finale per il terzo posto |  |  |           |        |
|  | 18 agosto        |                  | Brasile   | 0(3)    | Finale per il terzo posto | Finale per il terzo posto |  |  |           |        |
|  |                  | Regno Unito      | 0(4)      |         |                           |                           |  |  |           |        |
|  | Corea del Sud    | Regno Unito      | 0(4)      | 0       | Russia                    | 0                         |  |  |           |        |
|  | Corea del Sud    |                  |           | 0       | Russia                    | 0                         |  |  |           |        |
|  | Regno Unito      | 1                |           | Brasile | 2                         |                           |  |  |           |        |
|  | Regno Unito      | 1                |           |         | 2                         |                           |  |  |           |        |
|  |                  |                  |           |         |                           |                           |  |  | 22 agosto |        |
|  |                  |                  |           |         |                           |                           |  |  |           |        |

##### Quarti di finale
| Arbitro: | Silviu Ionel Petrescu |

|                            |           |                  |
| Senuma 2’ Kawamoto 57’ 79’ | Marcatori | 22’ Fan 24’ Yang |

| Arbitro: | Rainhold Shikongo |

|  |           |           |
|  | Marcatori | 64’ Moses |

| Arbitro: | Jumpei Lida |

|  |           |            |
|  | Marcatori | 87’ Berger |

| Arbitro: | Zhao Liang |

|                                                   |                      |                                          |
| Kozhevnikov Pesegov Nikitinsky Drukovskiy Mamedov | Tiri di rigore 5 – 4 | Vidal Carlevaro Turnes DÁlvarez Guerrero |

##### Semifinali
| Arbitro: | Andrea De Marco |

|                                            |           |              |
| Musaka 57’ Kawamoto 77’ Maruyama 84’ 90+2’ | Marcatori | 66’ Bocharov |

| Arbitro: | Miroslav Zelinka |

|                                                       |                      |                                       |
| Sales Junior Berger Carvalho Aniceto Thiago Florencio | Tiri di rigore 3 – 4 | Macaulay Andreson Warren Winter Moses |

##### Finale per il 3º posto
| Arbitro: | Petrescu |

|  |           |                          |
|  | Marcatori | 52’ Florencio 67’ Berger |

##### Finale per il 1º posto
| Arbitro: | Zhao |

|                           |           |  |
| Kawamoto 29’ Yamamura 58’ | Marcatori |  |

### Classifica marcatori
6 reti
- Jefersom Berger

4 reti
- Zhiqiang Fan

3 reti
- Akito Kawamoto
- Halleluya Panduleni Nekundi

2 reti
- Kim Byung-Oh
- Craig Peter Moses
- Yuji Senuma
- Yūichi Maruyama
- Mitsunari Musaka
- Pasquale Iadaresta
- Gustavo Inciarte
- Jerome Louis